# Villars-sous-Dampjoux
Villars-sous-Dampjoux település Franciaországban, Doubs megyében. Lakosainak száma 352 fő (2022. január 1.). Villars-sous-Dampjoux Pont-de-Roide-Vermondans, Dampjoux, Feule, Neuchâtel-Urtière és Noirefontaine községekkel határos.

## Népesség
A település népessége az elmúlt években az alábbi módon változott:
| Lakosok száma | 272  | 393  | 422  | 407  | 387  | 367  | 356  | 353  | 351  | 352  |
|               | 1968 | 1982 | 1990 | 2006 | 2013 | 2015 | 2017 | 2019 | 2020 | 2022 |